# Supercoppa spagnola 2017 (pallavolo femminile)
La Supercoppa spagnola 2017 si è svolta il 15 ottobre e il 12 novembre 2017: al torneo hanno partecipato due squadre di club spagnole e la vittoria finale è andata per la quarta volta al Logroño.

## Regolamento
Le squadre hanno disputato due gare. In caso di una vittoria a testa, indipendentemente dal risultato dei set, è prevista la disputa del golden set.

## Squadre partecipanti
| Squadra | Qualificazione                        | Ultima partecipazione    |
| ------- | ------------------------------------- | ------------------------ |
| Logroño | Vincitrice Superliga 2016-17          | Supercoppa spagnola 2016 |
| Haris   | Vincitrice Coppa della Regina 2016-17 | Supercoppa spagnola 2016 |

## Torneo
| 15 ottobre 2017 Centro Deportivo Montañas de Taco, San Cristóbal de La Laguna Durata: 1h:19 - Spettatori: 275 | Haris   | 0 - 3 | Logroño | 9-25, 21-25, 18-25               |
| 12 novembre 2017 Centro Deportivo Lobete, Logroño Durata: 2h:01 - Spettatori: 600                             | Logroño | 3 - 2 | Haris   | 22-25, 25-18, 8-25, 25-23, 15-13 |